# 瓦山安息香
瓦山安息香（学名：Styrax perkinsiae）为安息香科安息香属下的一个种。

## 扩展阅读
- 維基物種上的相關：瓦山安息香